# Notonecta borealis
Notonecta borealis är en insektsart som beskrevs av Hussey 1919. Notonecta borealis ingår i släktet Notonecta och familjen ryggsimmare. Inga underarter finns listade i Catalogue of Life.